# Tarte tropézienne
Tarte tropézienne, hay còn được biết đến với tên gọi la tarte de Saint-Tropez, là một loại bánh ngọt tráng miệng bao gồm một nửa brioche chứa đầy kem chanh và vani, phủ đường ngọc trai. Món ăn này được tạo ra vào năm 1955 bởi một người bán bánh kẹo Ba Lan tên là Alexandre Micka, một chủ cửa hàng pâtisserie ở Saint-Tropez, nơi ông chuyển đến vào năm 1945, chỉ một thời gian ngắn sau Chiến tranh thế giới thứ hai.
Micka đã điều chỉnh một công thức của chính gia đình mình (truyền thuyết nói rằng đó là công thức của người bà của ông) để tạo ra phiên bản tarte tropézienne đầu tiên vào năm 1952. Vài năm sau, nữ diễn viên Brigitte Bardot phát hiện ra tình yêu với bánh ngọt khi cô ấy đang ở Saint-Tropez để quay bộ phim And God Created Woman. Trên thực tế, nó được đặt theo tên của cô ấy và được phổ biến rộng rãi sau khi cô ấy "phát hiện ra" nó. Năm 1973, Micka chính thức đăng ký nhãn hiệu.
Cửa hàng bánh ngọt nguyên bản của Micka, La Tarte Tropézienne, vẫn còn tồn tại. Micka đã học công thức từ người bà Ba Lan của mình. Kể từ những năm 1970, món tráng miệng tương tự cũng đã trở nên phổ biến ở Praha, nơi nó được gọi là "bánh Praha" (Pražský koláč). Người ta không biết liệu chiếc bánh này có được nướng ở Bohemia sớm hơn ở Pháp hay không.